# Alois Friedrich Rogenhofer

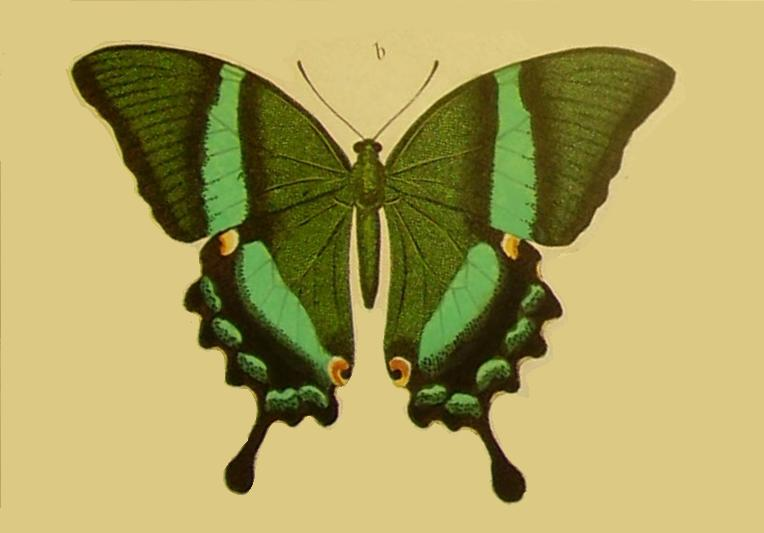
Papilio daedalus illustré par Rogenhafer

Alois Friedrich Rogenhofer est un entomologiste autrichien, né le 22 décembre 1831 à Vienne et mort le 26 janvier 1897 dans cette même ville.

## Biographie
Il est conservateur au Muséum de Vienne où il fut le premier gardien des lépidoptères. Spécialiste de ce groupe, il étudie aussi les hyménoptères.
Avec Josef Mann (1804-1889), qui travaille pour le muséum comme technicien et récolteur, ils décrivent de nombreuses nouvelles espèces, principalement des microlépidoptères. Il rédige et illustre la partie concernant les lépidoptères du rapport de l'expédition du Novara.

## Quelques publications
- Afrikanische Schmetterlinge des К. К. naturhistor. Hofmuseums, in «Ann. Wien. Hofm.», IV et VI;
- Ueber die taschenförmigen Hinterleibsanhänge der weiblichen Smetterlinge der Acraeiden, in «Verh. zool.-bot. Ges.»

## Source
- (en) Cet article est partiellement ou en totalité issu de l’article de Wikipédia en anglais intitulé « Alois Friedrich Rogenhofer » (voir la liste des auteurs).